# Митчина, Екатерина Павловна
Екатерина Павловна Митчина — советский хозяйственный и государственный деятель, лауреат Государственной премии СССР за выдающиеся достижения в труде.

## Биография
Родилась в 1939 году. Член КПСС.
Окончила СПТУ-13 города Красноармейска Кокчетавской области.
В 1957—1997 — штукатур-маляр, бригадир хозрасчётной бригады штукатуров Красноармейского ГЕ УГК 1706 треста «Кокчетавсельстрой».
Бригада Митчиной принимала участие в строительстве в селах Тендык, Леонидовка, Кирово, Большой Изюм Красноармейского района, а также возводила социальные объекты города Тайынша — школы, районную больницу, СПТУ-15.
За большой личный вклад в дело повышения эффективности использования техники, внедрения передового опыта в строительстве была в составе коллектива удостоена Государственной премии СССР за выдающиеся достижения в труде 1982 года.
Почетный гражданин Тайыншинского района Северо-Казахстанской области (2016).
Живёт в Тайыншы.

## Награды
- Орден Ленина
- Орден Трудового Красного Знамени